# Бесовец
Бесове́ц (карел. Besoučča, Besouča) — деревня в составе Шуйского сельского поселения Прионежского района Республики Карелия Российской Федерации.
Административно входит в посёлок Шуя.
Расположена в окрестностях столицы Карелии — Петрозаводска на реке Шуя. Через деревню проходит автодорога «Петрозаводск — Суоярви».
Вблизи деревни находится аэропорт Петрозаводска, гарнизон и одно из петрозаводских кладбищ.

## Происхождение названия
Топонимы с названиями «Бесов», «Бесиха», «Бесовец» были издавна распространены в Олонецкой губернии и связаны, по-видимому, с дохристианскими культами «бесов», то есть языческих богов, финских или славянских. Современные исследования Института истории, языка и литературы КарНЦ РАН показали, что к «бесам» топоним не имеет никакого отношения. На данный момент ведутся разработки и готовятся статьи по результатам этих исследований.
Возможно, название также образовано от Бесова ручья, находившегося рядом с заводом Лачинова. Ручей исстари считался местом жительства лембоя — мифического представителя нечистой силы у финских племён
Благодаря изысканиям, проведенным в долине реки Шуя возле Бесовца студентами естественно-географического факультета Карельского пединститута, здесь были обнаружены некие природные образования из известняков с сотово-ячеистым рисунком на поверхности — своего рода каменные «караваи», а также из песчаников и сланцев — в виде волнообразных ковриков-дорожек, возраст которых исчисляется двумя миллиардами лет.
Согласно альтернативной версии, название могло произойти от слова бепся (vepsä), то есть дано было в память о вепсах, финно-угорском племени, населявшем эти места до прихода славян.
Согласно третьей версии, название деревня получила от бурного порога на реке Шуя, названного «Бесовцом» за свою стремительность и неукротимость.

## История
Деревня у порога Бесовец упоминается в документах XVI века: «Дер(евня) под порогом у Бесовца», «Дер(евня) на Бесовце».
В начале XX века на мызе Бесовец располагались дома крестьян, барский дом — имения (мызы) Лачиновых — родственников олонецкого губернатора П. А. Лачинова, и Антоновых. На реке Шуя в селении Верхний Бесовец имелся Бесовецкий вододействующий лесопильный завод петербургского купца Ф. Г. Громова, построенный в 1825 году, перестроенный после пожара в 1852 году, в 1874 году закрыт. На заводе работало 37 человек.
В 1819—1820 годах крестьяне деревень Бирючева и Бесовца, в знак протеста против действий помещика Лачинова, отказались от исполнения барщины, противостояние длилось около 7 месяцев и было подавлено направленным в поместье отрядом военных.
В Бесовце имелись церковно-приходская школа, церковь во имя Владимирской иконы Божьей Матери, построенная на средства петербургского купца Н. Н. Шолохова, часовни во имя Святителя Иоанна Богослова и Алексея Человека Божия на кладбище — до нашего времени не сохранились (в настоящее время близ населённого пункта есть часовня во имя святых равноапостольных царя Константина и матери его царицы Елены.
В 1920—1930-х годах в бывшей мызе фон Шуберта между Верхним и Нижним Бесовцом, на базе созданного совхоза «Бесовец», действовала исправительно-трудовая сельскохозяйственная колония «Бесовец» — одно из известных мест содержания кулаков, бывших царских чиновников, лишенцев и т. п. в Карелии.
20 октября 1936 года постановлением Карельского ЦИК в деревне была закрыта церковь.
Согласно постановлению Президиума Верховного Совета Карельской АССР от 28 октября 1957 года населённые пункты Верхний Бесовец и Нижний Бесовец вошли в состав населённого пункта Бесовец.
Населённый пункт Бесовец вошёл в состав рабочего посёлка Шуя из состава Виданского сельского совета Пряжинского района согласно указу Президиума Верховного Совета РСФСР от 31 марта 1959 года.
В 1990 году на железнодорожном переезде в километре от деревни произошло столкновение рейсового пассажирского автобуса с поездом, в котором погибли 33 человека и были ранены 29 человек. На месте катастрофы установлен мемориальный камень.
В 2011 году пассажирский самолёт Ту-134 потерпел крушение на территории деревни. Самолет упал на автомобильной трассе Петрозаводск — Суоярви. Жертвами стали 47 человек, пять получили ранения. В Бесовце находится памятник жертвам авиакатастрофы.

## Население
| 2009 |
| ---- |
| 120  |

По «Списку населённых мест» 1873 года в 19 дворах деревни Верхний Бесовец Виданского общества Шуйской волости Петрозаводского уезда Олонецкой губернии проживали 133 человека: 71 мужчина и 62 женщины. Все — лопари. По «Списку населённых мест» 1905 года в деревне Верхний Бесовец было 150 человек. Численность населения деревни Бесовец Бесовецкого общества в 1905 году составляла 91 человек.

## Аэродром Бесовец
Совместного базирования. Располагается в 26 км от центра г. Петрозаводск (17 км от окраины).
На аэродроме в период с 1992 по 1998 гг. базировалась 239-я Барановичская Краснознамённая истребительная авиационная дивизия, выведенная из состава 4-й воздушной армии Северной группы войск.
В период с 10 июля 1992 года по 1 мая 1998 года на аэродроме базировался 159-й гвардейский Новороссийский Краснознамённый ордена Суворова истребительный авиационный полк.
28 июня 2012 года самолёт Су-27УБ разбился вблизи деревни в ходе выполнения воздушной разведки погоды. Двое лётчиков успешно катапультировались. Причиной аварии стала ошибка пилотирования, допущенная при выполнении фигуры высшего пилотажа «колокол».

## Галерея
- Деревня Бесовец